# Taxigramma heteroneura
Taxigramma heteroneura är en tvåvingeart som först beskrevs av Johann Wilhelm Meigen 1830.  Taxigramma heteroneura ingår i släktet Taxigramma och familjen köttflugor. Enligt den svenska rödlistan är arten sårbar i Sverige. Arten förekommer i Götaland, Gotland och Öland. Artens livsmiljö är jordbrukslandskap, stadsmiljö. Inga underarter finns listade i Catalogue of Life.